# Pitta novaeguineae
Pitta novaeguineae — птица из семейства Питтовые. Эндемик Новой Гвинеи и нескольких соседних островов.

## Описание
Крылья зелёные, голова чёрная с коричневыми кончиком. Питается на земле насекомыми и их личинками, а также ягодами. Период размножения длится с февраля по август, причем пара сильно территориальна и строит гнездо на земле. Насиживанием и уходом за птенцами занимаются оба родителя. Ранее считалась подвидом черноголовой питты.

## Таксономия
Впервые была научно описана в 1845 году немецкими натуралистами Саломоном Мюллером и Германом Шлегелем под биномиальным названием Pitta novaeguineae, для замены названия Pitta atricapilla Quoy and Gaimard, 1830, так как последнее название уже было присвоено Turdus atricapilla Forster, JR, 1781, младшим синонимом Turdus sordidus Müller, PLS, 1776. Ранее считалась подвидом черноголовой питты. Теперь рассматривается как отдельный вид на основании значительных генетических, морфологических и вокализационных различий.
Признаны три подвида:
- P. n. novaeguineae Müller, S & Schlegel, 1845 — острова Раджа-Ампат (северо-запад Новой Гвинеи), Новая Гвинея, остров Каркар (у северо-восточной части Новой Гвинеи) и от острова Кроун до Толокивы (между Новой Гвинеей и Новой Британией, юго-восток архипелага Бисмарка).
- P. n. goodfellowi White, CMN, 1937 — острова Ару (юго-запад Новой Гвинеи)
- P. n. mefoorana Schlegel, 1874 — Нумфор (острова залива Чендеравасих, северо-запад Новой Гвинеи)